# Iglesia de Gesù Redentore e San Ludovico d'Angiò
La Iglesia de Gesù Redentore y San Ludovico d'Angiò es un edificio destinado al culto católico ubicado en la ciudad de Nápoles, Italia. Está localizada en Piazza del Gesù Nuovo, en pleno centro histórico de la ciudad.
Anteriormente era llamada Capilla de las Hermanas Pobres de Santa Clara (en italiano, Cappella delle sorelle povere di Santa Chiara). Nació como refectorio de los  Frailes Menores y, junto a los claustros monumentales de los Frailes Menores y de Servicio, formaba parte del adyacente complejo monástico de la Basílica de Santa Clara.

## Historia y descripción
El edificio fue construido para los  Frailes Menores en 1317, inicialmente con función de refectorio.
La iglesia presenta una nave rectangular precedida por un vestíbulo que alberga un lienzo con forma de luneto del siglo XIV representando a la Crucifixión de Jesús. La nave presenta un pavimento valioso y un altar mayor de piedra; el techo está rematado por tirantes de madera. En la contrafachada hay un gran fresco romboidal llamado La mensa del Signore, representando a Cristo que sostiene el Evangelio y, en la parte inferior, un momento convivial con los santos Francisco y Clara, y los Apóstoles. En los cuatro lados, están pintados los símbolos de los cuatro Evangelistas, uno en cada lado. Este fresco, que se remonta a alrededor de 1332, es atribuido a un artista llamado convencionalmente Maestro di Giovanni Barrile.

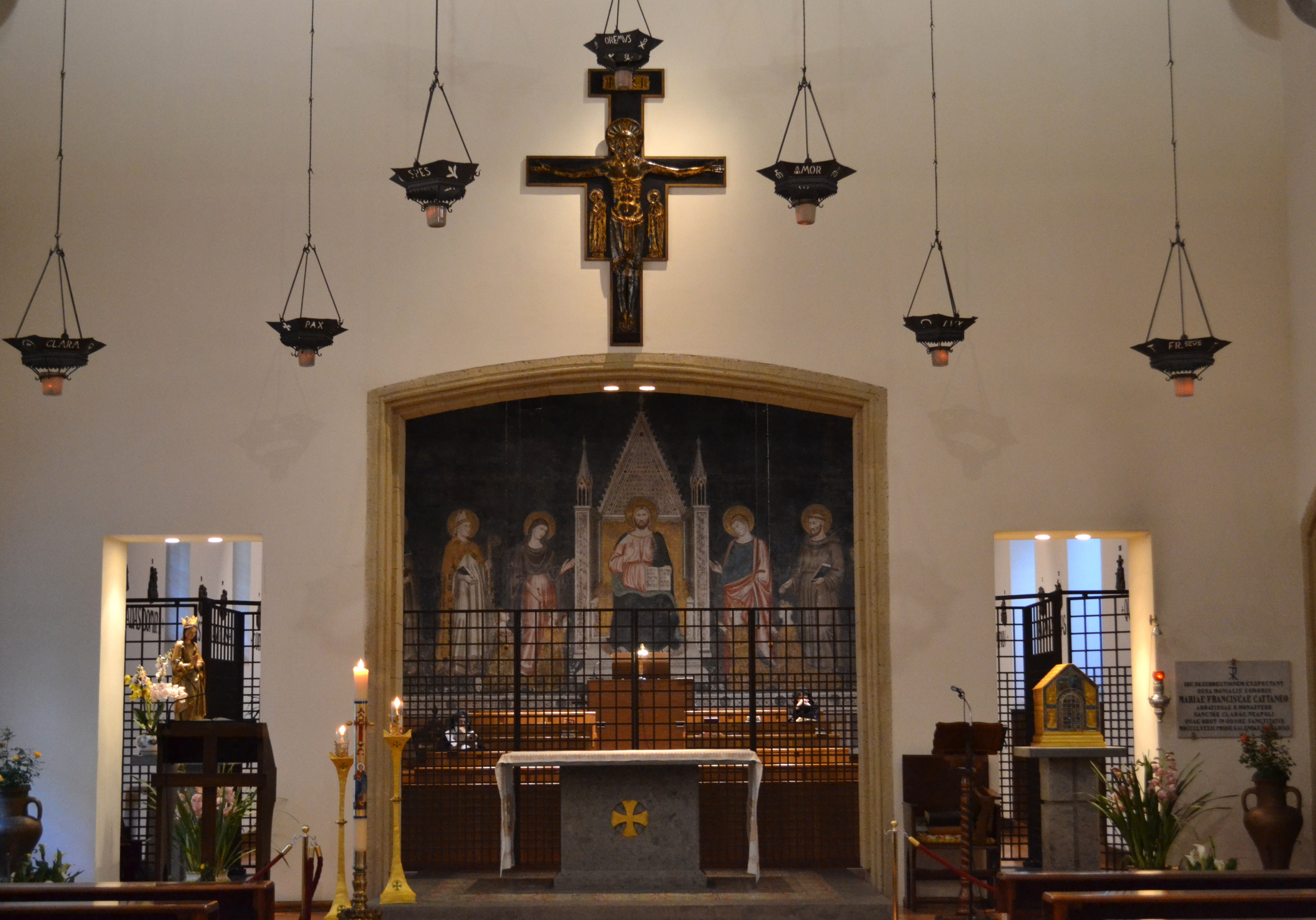
Interior de la nave con en el fondo el coro de las clarisas, por encima del cual se encuentra el gran fresco de Lello da Orvieto: Gesù Redentore tra santi e donatori (alrededor de 1340).

Después de la nave se encuentra el coro de las clarisas, situado detrás del altar y que en el pasado constituía la sala capitular del monasterio. En la sala se puede admirar otro fresco: Gesù Redentore tra santi e donatori, en el interior de un pequeño templo gótico, también pintado al fresco, obra de Lello da Orvieto (alrededor de 1340).
Tras las restauraciones de todo el complejo, llevadas a cabo después de la Segunda Guerra Mundial, se abrió la entrada principal en Piazza del Gesù Nuovo, antes inexistente.
El edificio fue cerrado a mediados de los años 2000 debido a una restauración conservativa y fue abierto otra vez al culto el 1 de diciembre de 2007. En la misma fecha, la capilla fue elevada a iglesia por el arzobispo de Nápoles Crescenzio Sepe y dedicada al Cristo Redentor, como está representado en el coro, y a San Luis de Anjou, cuyas reliquias están custodiadas por las clarisas.